# Атласки планини
Вижте пояснителната страница за други значения на Атлас.
Атласките планини (на арабски: جبال الأطلس‎‎, наричани понякога само Атлас) са обширна планинска система, разположена в Северозападна Африка. Простира се от Атлантическия океан на запад, покрай крайбрежието на Средиземно море на изток на протежение повече от 2000 km през териториите на Мароко, Алжир и Тунис. Атласките планини се обособяват в отделна природна област на Африка, рязко контрастираща със своите ландшафти, като вид на планинския релеф, експозиционно-климатични различия и своето положение на границата между субтропичните и тропични географски пояси. Най-високият връх е Джебел Тубкал (4167 m), издигащ се на територията на Мароко. Населени са основно с бербери в Мароко и араби в Алжир.

## Релеф
Най-големите височини Атласките планини достигат в Мароко, в хребетите Ер Риф, Среден и Висок Атлас (връх Джебел Тубкал, 4167 m, най-високата точка на Атласките планини). На запад от най-високите части със стъпала високи 1000 – 800 m склоновете на планината се спускат към т.нар. Мароканска Месета. На изток покрай средиземноморското крайбрежие се простира веригата Тел Атлас, а по южната им периферия – веригата Сахарски Атлас с височина 1200 – 1500 m. Между тях, на височина 1000 – 1200 m лежат равнините на Орано-Алжирската Месета. Северните и южни странични разклонения от тези две главни вериги разделят равнините на Орано-Алжирската Месета на отделни котловини с големи солени езера в тях, т.нар. „себхи“ (Шот еш Шерги, Ел Хадна, Гарает ет Тарф и др.). На изток северните и южните вериги се сливат и отделят ивицата от меридионални предпланински части от крайбрежните низини на Тунис.

## Граници и дялове
Атласките планини се делят на два главни дяла: Западен Атлас, наречен Марокански, и Източен – наречен Алжирски. За граница между тях служи долината на река Мулуя.

### Западен Атлас
Западен Атлас е изграден от няколко успоредни планински вериги с посока югозапад – североизток. Изключение прави най-северната верига, наречена Ер Риф. Тя наподобява слабо изпъкнала дъга, която образува южния бряг на Гибралтарския проток. Между веригите е заключено обширно стъпаловидно плато, което на запад постепенно преминава в плодородна крайбрежна низина, известна като Мароканска Месета.

#### Висок Атлас
Билните части на Висок Атлас имат типичен алпийски вид – остри пирамидални върхове, дълбоки циркуси, някога изпълнени с вечен сняг и ледници, а сега с езера, широки трогови (коритни) долини, преградени от морени – остатък от ледниковата епоха. Тук се издигат и най-високите върхове в Атласките планини, като първенецът връх Тубкал (френски:Jbel Toubkal, арабски: جبل توبقال) м 4167 и връх Тичка (Jbel Tichka) 3348 м, които, през по-голямата част от годината са покрити с дебела снежна покривка. От тях във всички посоки се откриват чудни пейзажи. Най-високият проход достъпен за транспорта е Тичка (Tichka Pass) 2260 м през който е прокаран добър и много живописен асфалтов път свързващ след преодоляване на силни наклони покрай шеметни пропасти и безброй завои, Маракеш с Варзазат и трансатласките селища. Един от основните пунктове за посещение на Националният парк Тубкал и изкачване на върха е село Имлил, където свършват пътищата и започват кози и алпинистки пътеки.

### Източен Атлас
Източно от долината на река Мулуя се простира Източен (Алжирски) Атлас. Той е съставен от две успоредни планински вериги. Северната – известна под името Тел Атлас, се спуска стръмно към средиземноморския бряг и образува скалисти носове около полукръгли заливи и не много широки низини. Южната планинска верига, наречена Сахарски Атлас, е по-ниска, но по-обширна и по-разчленена на отделни хребети и масиви, отделени със стръмни клисури. През тях минават керванските пътища – вратите към Сахара. Това е областта Кабиля, където е било съсредоточено националноосвободителното революционно движение на младата Алжирска народнодемократична република. Между двете планински вериги е разположено обширно безотточно плато, покрито със степна растителност. То е известно под името Плато на шотите. Надморската му височина е между 700 и 1000 m.

#### Сахарски Атлас
Южните склонове на Сахарски Атлас са голи, с много каменни сипеи в резултат на силното физическо изветряне под влияние на пустинните климатични условия.

## Геоложки строеж, полезни изкопаеми
Северната крайбрежна част на Атласките планини представлява алпийско нагънато съоръжение с показващо се на повърхността ядро (т.нар. Кабилски масиви), изградено от древни (докамБрийски) метаморфни скали и с обвивка от маломощни палеозойски, триаски и юрски карбонатни формации. Основната роля в изграждането на тази зона играят кредно-палеогенските наслаги, които в значителна степен са флишови. Те образуват система от тектонски покривки, преместени от север на юг и частично препокрити и запълнени с моласи от миоценското предно пропадане (Предрифско и Предтелско). В строежа на по-южните части на Атласките планини на запад (в Мароканска Месета) съществена роля играят геосинклиналните пластове от палеозоя, изпитали интензивна херцинска тектогенеза. Източно в същата тази зона (зоната на Високите плата, включваща Оранската Месета) върху много по-древен, вероятно, къснодокамбрийски фундамент залягат относително маломощни, слабо деформирани кредни и палеогенски морски и неогенски континентални наслаги. Още по̀ на юг, в зоните на Висок и Сахарски Атлас, а също и в Среден Атлас мощността на мезозойските пластове нараства и едновременно с това се увеличава тяхната нагънатост. В крайния изток (в Тунис) нагънатата структура в значителна степен се определя от високопластичните соленоносни триаски формации. В южните части чрез големя Южноатласки разлом Атласките планини са отделени от Африканската платформа. Друг разлом преминава по крайбрежието на Средиземно море и с него са свързани проявите на млад вулканизъм и повишена сеизмичност. Най-важните полезни изкопаеми в Атласките планини са находищата на железни и полиметални руди.

## Геоморфоложка характеристика
Пъстрата литология, колебанията на климата през плейстоцена и съвременните климатични различия обуславят разнообразието на екзогенните форми на релефа в Атласките планини. По най-високите части са се съхранили следи от древни заледявания (остри зъбери, кари, трогови долини, морени). отделните хребети имат гъсто и дълбоко древно ерозионно разчленение. Вътрешните райони са заети от денудационни и акумулативни равнини, куестови ридове, остатъчни плата. На юг склоновете на планините са посрити с каменисти сипеи и протичат активни процеси на физическо изветряне. В районите с разпространение на варовици широко са застъпени карстовите форми на релефа.

## Климат
Климатът в Атласките планини е средиземноморски на север и полупустинен в останалите райони. Валежите падат предимно през есента и зимата при преминаването над Средиземно море на циклоните от полярния фронт. Най-голямо количество валежи (1000 – 1800 mm годишно) падат по склоновете със северна и западна експозиция в Тел Атлас на изток от 2° и.д. и във Висок Атлас на височина 2000 – 2500 m. Голяма част от Атласките планини получават 400 – 600 mm, а южните райони 300 mm и по-малко годишно. В долния планински пояс средната януарска температура е от 10 до 12°С, а във вътрешните райони от 4 до 6°С. Над 1500 m в планините 4 – 5 месеца в годината се задържа снежна покривка. Лятото е сухо и горещо. Средната юлска температура е около 25°С, а абсолютните максимуми във вътрешните райони са около 40°С, а на юг до 49°С.

## Води
Реките в Атласките планини, наречени уади, се подхранват основно от дъждовете. Тяхното пълноводие е през зимата, по време на есенно-зимните валежи, а през лятото почти всички (с малки изключения) пресъхват. Най-пълноводни са реките от басейна на Атлантическия океан (Ум ер Рбия, Себу, Лукос, Тенсифт) и Средиземно море (Мулуя, Шелиф, Меджерда). В периода на дъждовете техният отток до няколко стотин и хиляди m³/s. Реките във вътрешните и южни райони (Драа, Зиз и др.) имат епизодичен отток.

## Почви, растителност
Почвено-растителната покривка на Атласките планини отразява тяхното разположение в две физикогеографски зони. На север и запад по крайбрежието и в планините на височина до 800 m са разпространени ландшафтите на сухите гори и храсти типични за средиземноморския климат. Участъците заети от вечнозелени твърдолистни и бодливи храсти (маквиси) са сходни с южноевропейските. Гори съставени основно от корков дъб са развити върху кафеникави почви. В сухите вътрешни райони и на юг, в зоната на субтропичните пустини е развита рядка тревиста растителност (коило, трева алфа), пелинови храсти и др., развити върху сиво-кафеникави чакълести почви. В планините се проявява височинната зоналност, която е най-добре представена в Ер Риф и Тел Атлас по наветрените им склонове. До 1200 m е поясът на вечнозелените гори, съставени от корков и каменен дъб; до 1700 m е поясът на смесените и вечнозелените широколистни гори (дъб, клен) с иглолистните гори. До 2200 m, в най-прохладния и влажен климат, е поясът на иглолистните гори (основно от атласки кедър), предоставящи ценна строителна дървесина. Под горите са развити планински кафеникави, илужени, главно кафяви горски почви. По най-високите части на планините на петна са представени планинско-ливадна и планинско-степна растителност и почви. Много голямо стопанско значение имат маслината, цитрусовите култури и лозята.

## Фауна
Животинският свят е доста пъстър. Животните са преходни между европейските и африканските. Трябва да се отбележи, че в недалечно минало те са били подложени на масово изтребление както от местното население, така и от европейските колонизатори. Атласките планини са били любимо място за лов и развлечение. Голямо стопанско значение имат овцата, мулето, конят, а в южните части – камилата. В степните области се срещат антилопи, хиени, чакали, няколко копитни, а в северните части и маймуни. Има множество прелетни птици и особено много влечуги.